# Epidendrum pogonochilum
Epidendrum pogonochilum är en orkidéart som beskrevs av Germán Carnevali och Gustavo Adolfo Romero. Epidendrum pogonochilum ingår i släktet Epidendrum och familjen orkidéer.
Artens utbredningsområde är Venezuela. Inga underarter finns listade i Catalogue of Life.